# Cimitirul Ghencea

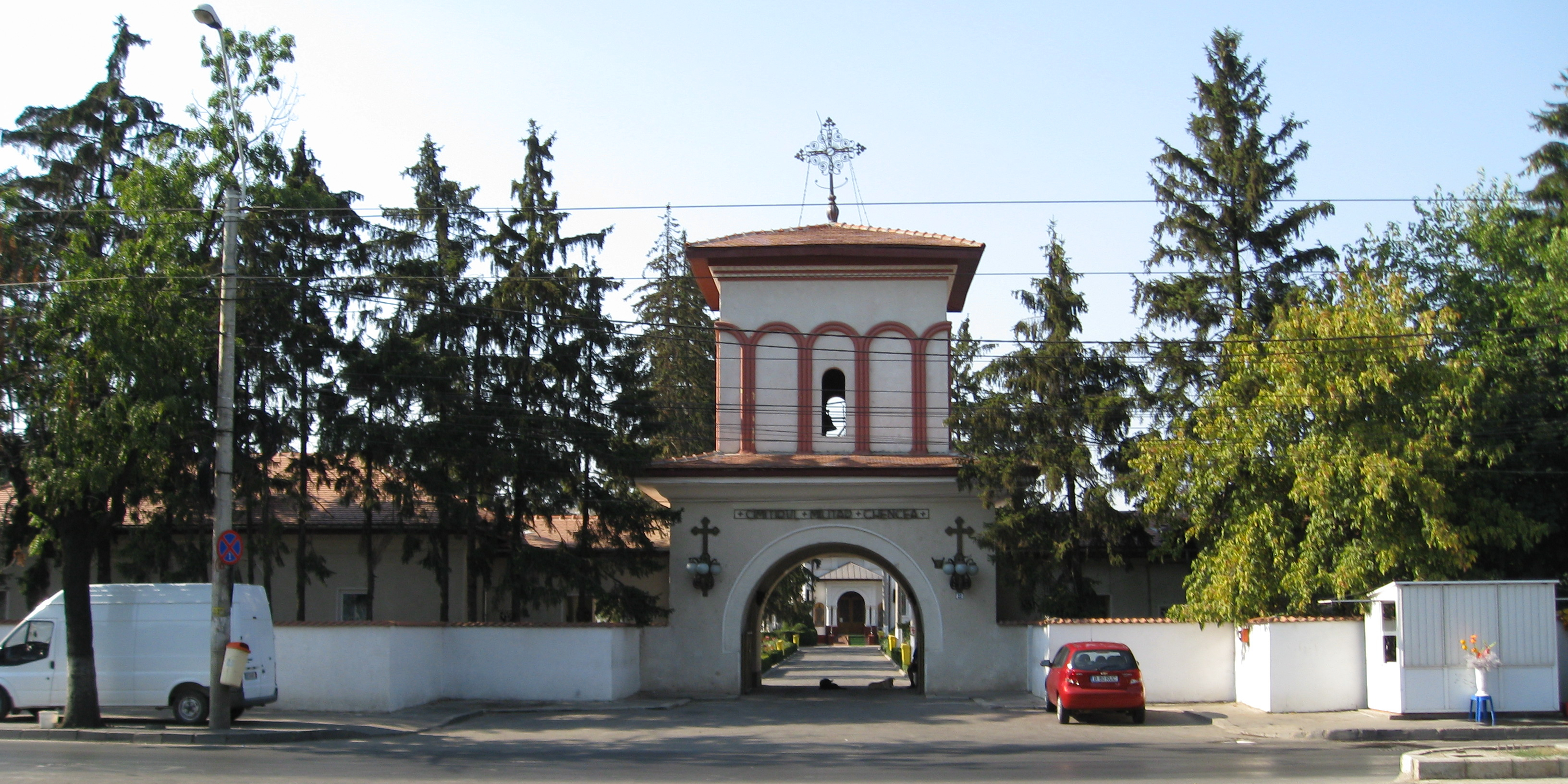
Intrarea principală în Cimitirul militar Ghencea

Cimitirul Ghencea este situat în cartierul Ghencea din București, pe Bulevardul Ghencea nr. 8, în sectorul 6. Cimitirul are două secțiuni, una pentru civili (Cimitirul Ghencea civil) și alta pentru militari (Cimitirul Militar Ghencea).

## Personalități înhumate în cimitir

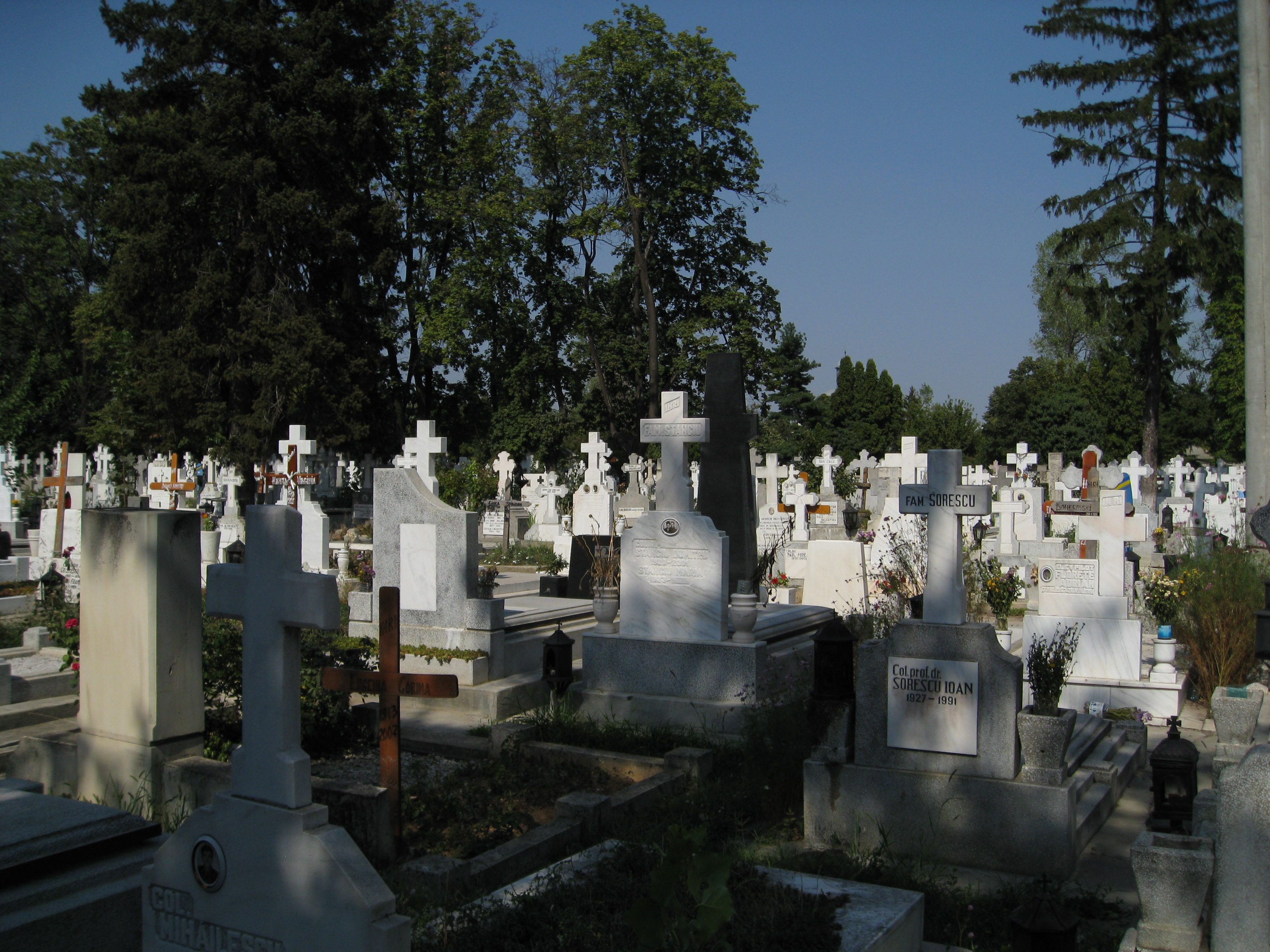
Morminte în cimitirul Ghencea

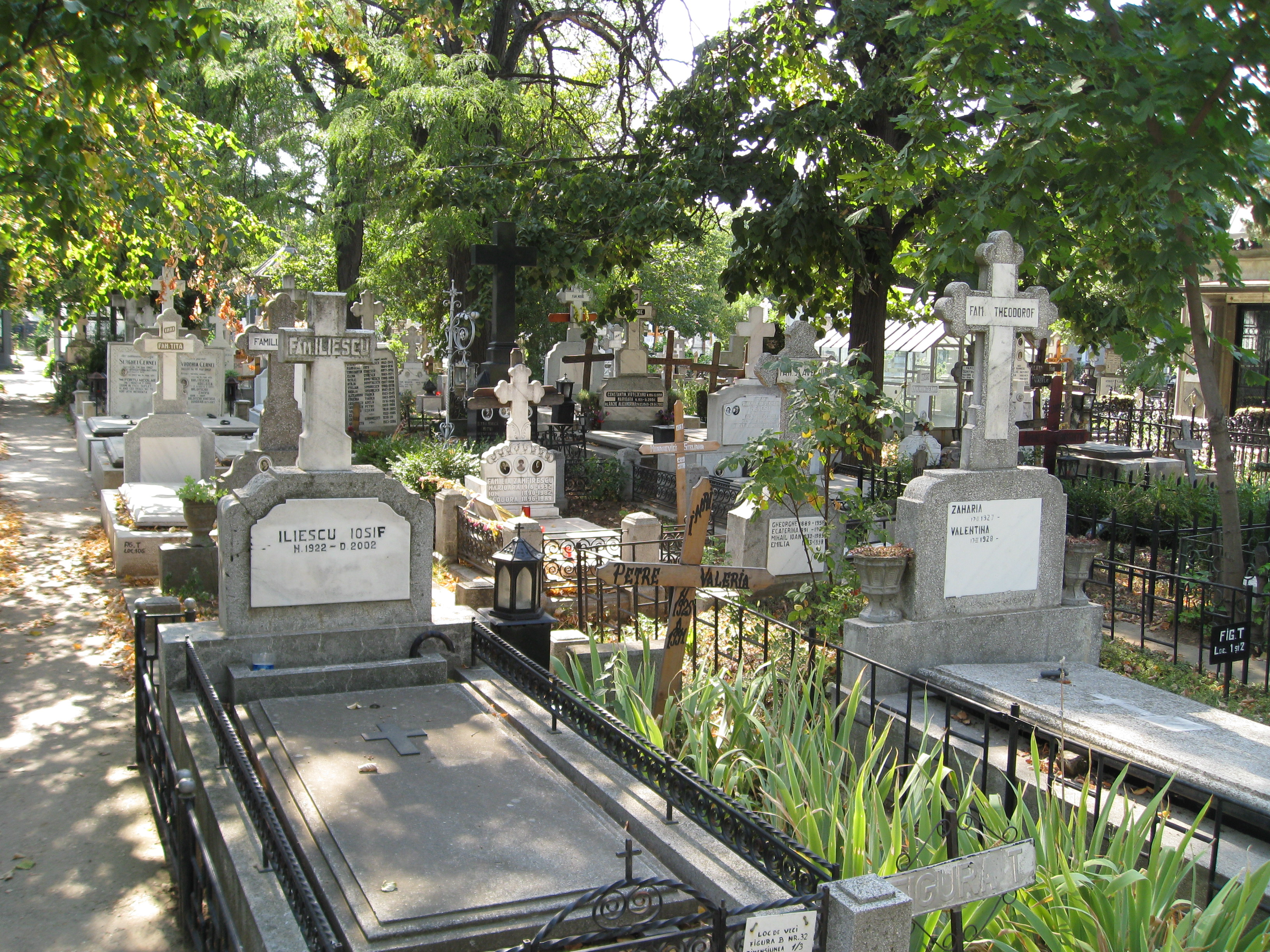
Morminte în secțiunea de civili a cimitirului

- Aurelia Ion

- Nicolae Ceaușescu [3]
- Elena Ceaușescu
- Nicu Ceaușescu
- Gheorghe Buzdugan
- Gheorghe Argeșanu
- Gheorghe Cucu
- Ilie Verdeț
- Costică Toma
- Nicolae Tonitza
- Mihai Chițac [4]
- Florența Crăciunescu [5]
- Corneliu Vadim Tudor
- Lucreția Ciobanu
- George Alexandru
- Iulian Vlad
- Emil Bobu
- Tudor Postelnicu
- Ion Dincă
- Olimpian Ungherea
- Aimée Iacobescu
- Ilie Savu
- Angelo Niculescu
- Temistocle Popa
- Toni Tecuceanu
- Florea Dumitrescu
- Gianu Bucurescu
- Mihai Baicu
- Iolanda Balaș
- Eugenia Greceanu
- Maria Butaciu
- Cristian Țopescu
- Mihai Constantinescu
- Cornelia Catangă
- Mariana Nicolesco
- Petrică Cercel
- Ștefan Tapalagă
- Alexandru Țățulescu
- Simion Pop
- Doru Viorel Ursu
- Valeriu Pavel Dan
- Cornel Oțelea
- Ion Iliescu [6]